# Secret World Live
Secret World Live è il secondo album live (decimo album complessivamente) della carriera del musicista inglese Peter Gabriel. L'album è stato rimasterizzato nel 2002. La registrazione video del concerto è stata pubblicata in VHS contemporaneamente al disco; nel 2004 è stato pubblicato il DVD.
La tracklist del DVD è la medesima dell'album a parte la sostituzione di "Red Rain" con "San Jacinto" subito dopo "Blood of Eden".

## Particolarità
Caratteristica principale di questa esibizione è la spettacolarità del concerto, raggiunta grazie alla collaborazione del cantante con Robert Lepage, che lo accompagnerà anche nella tournée del 2002/03 Growing Up Live Tour. L'impianto progettato da Lepage prevedeva un maxischermo manovrabile per le videoproiezioni, una passerella con tappeto scorrevole, per il trasporto di oggetti e persone, che collega due palcoscenici circolari, numerose botole, senza escludere una cupola che viene calata sul cantante verso la fine del primo tempo. Per la famosa canzone Steam, l'effetto del fumo è ottenuto con degli estintori, manovrati da sotto il palco. Lepage fu il corealizzatore di questa tournée, e fornì Gabriel di una spettacolarità che tende a stupire lo spettatore in ogni istante dello spettacolo, con effetti teatrali a non finire, come nella canzone di apertura, nella quale il cantante esce da una cabina telefonica, fuoriuscita dal sottopalco, e si trascina il filo del telefono per una decina di metri, per poi riagganciare la cornetta al termine della canzone (Come talk to me), o la microtelecamera collegata ad un casco indossato dal cantante nella canzone Digging in the dirt, che proiettava il volto deformato del cantante sul maxischermo. Il contributo di Lepage, poco conosciuto dalla massa, è stato fondamentale per la realizzazione dei concerti di Gabriel, perché questo poliedrico artista canadese, creatore della compagnia Ex Machina e autore dello spettacolo The Andersen Project, col quale ha partecipato nel 2006 al Romaeuropa Festival, usa molto la verticalità e l'orizzontalità dello spazio, giocando con tutte e tre le dimensioni, e con la quarta che è quella della videoproiezione, facendo interagire il performer con l'elemento tecnologico.

## Tracce

### CD
Tutte le canzoni sono state scritte da Peter Gabriel, eccetto dove indicato diversamente.
Disco 1
1. "Come Talk to Me" – 6:13
2. "Steam" – 7:45
3. "Across the River" (Stewart Copeland, Peter Gabriel, David Rhodes, L. Shankar) – 6:00
4. "Slow Marimbas" – 1:41
5. "Shaking the Tree" (Peter Gabriel, Youssou N'Dour) – 9:18
6. "Red Rain" – 6:15
7. "Blood of Eden" – 6:58
8. "Kiss That Frog" – 5:58
9. "Washing of the Water" – 4:07
10. "Solsbury Hill" – 4:42

Disco 2
1. "Digging in the Dirt" – 7:36
2. "Sledgehammer" – 4:58
3. "Secret World" – 9:10
4. "Don't Give Up" – 7:35
5. "In Your Eyes" – 11:32

### Video
1. Come Talk to Me
2. Steam
3. Across the River
4. Slow Marimbas
5. Shaking the Tree
6. Blood of Eden
7. San Jacinto
8. Kiss That Frog
9. Washing of the Water
10. Solsbury Hill
11. Digging in the Dirt
12. Sledgehammer
13. Secret World
14. Don't Give Up
15. In Your Eyes

Tracce bonus
1. Red Rain
2. Steam (remixed "quiet" version)
3. The Rhythm of the Heat

## Musicisti
- Peter Gabriel – voce, armonica a bocca, tastiere
- Tony Levin – basso, voce
- Manu Katché – batteria
- David Rhodes – chitarra, voce
- Jean-Claude Naimro – tastiere, voce
- Levon Minassian – doudouk
- Shankar – violino, voce
- Paula Cole – voce
- Papa Wemba – voce
- Reddy Amissi – voce
- Stino Mubi – voce